# Gustave Lambert Brahy
Gustave-Lambert Brahy, expert-comptable de formation, est un astrologue, occultiste et ésotériste belge.  Né le 1er février 1894 à Liège vers 22 h 30, il meurt le 21 mai 1989 vers 15 h à Bruxelles. Il s'intéresse tout spécialement à l'astrologie boursière, domaine dans lequel il est un précurseur, avec l'astrologue français Eudes Picard (1867-1932).

## Biographie
Fils unique d'une famille catholique romaine conservatrice, il se lance d'abord dans la poésie et publie son premier recueil en 1913. La Première Guerre mondiale (1914-1918) interrompt sa carrière littéraire lorsqu'il est appelé sous les drapeaux dans l'armée belge. Démobilisé, il souffre de l'épidémie de grippe espagnole, qui fait rage en 1918. Mal soigné par un médecin militaire, il n'est jamais entièrement guéri, souffrant de pertes de mémoire et de maux de tête violents pour le restant de ses jours. Sa convalescence est longue et pénible. Pendant cette période d'inactivité relative, il étudie la comptabilité, une profession dans laquelle il excelle bientôt. À la fin de la Première Guerre mondiale l'économie belge était en plein désarroi, Brahy renonce alors à des études universitaires et devient fonctionnaire au ministère des Finances.
Il s'initie à la magie blanche, prend des leçons de yoga et pratique des exercices respiratoires.  La combinaison de ces disciplines, et peut-être sa mauvaise santé, l'amènent, selon ses propres mots, à un « déboitement » entre son corps physique et ses corps invisibles, qui donne comme résultat des expériences de rêves éveillés, de somnambulisme et de cauchemars, qui durent jusqu'à ce qu'il ait développé une clairvoyance contrôlée. Il n'utilise que rarement cette faculté, jusqu'à ce qu'il ait reçu plus tard une formation occulte plus avancée par des instructeurs qualifiés. Il aide par ce don beaucoup de personnes qui viennent le consulter.
Il découvre l'astrologie vers 1920, en assistant d'abord à une conférence et en étudiant ensuite les ouvrages d'Alan Leo et de Max Heindel.
Gustave-Lanbert Brahy devient membre de la Société théosophique en 1924, de la Section Ésotérique en 1926 et y trouve l'entraînement occulte formel et la liberté de pensée auxquels il aspire. Il y rencontre Monseigneur Ernest Nijssens et il rejoint l'Église Catholique Libérale, dans laquelle il peut pratiquer la vie sacramentelle de sa jeunesse, en toute liberté. Plus tard, lorsque les dirigeants de la Société Théosophique promeuvent Jiddu Krishnamurti comme le nouveau Messie, Brahy ne peut accepter cette idée et il démissionna en 1929. Il demeure membre de l'Église Catholique Libérale et poursuit l'étude de la Théosophie pour son propre compte.
Pendant l'hiver de 1926-1927, à la suite d'un refroidissement, sa petite fille qui n'avait pas encore un an contracte une pneumonie, avec menace d'otite. À cette époque, cette maladie était souvent mortelle pour un enfant en bas âge. La petite fille semble donc être sur le point de mourir. Brahy se souvient alors de ses collègues astrologues de Californie et envoie un télégramme à l'Association Rosicrucienne d'Oceanside, fondée par Max Heindel, comme un dernier espoir. Le lendemain, vers une heure de l'après-midi, la petite fille ouvre les yeux, reconnaît ses parents et s'endort. Elle est guérie en quelques jours. Deux semaines après, une lettre d'Oceanside confirme la réception de son télégramme et de sa demande d'aide. Elle promet une aide spirituelle et lui offre aussi la possibilité d'ouvrir un temple rosicrucien en Belgique. Brahy commence à travailler à ce projet après s'être libéré de ses obligations envers la Société Théosophique en 1929, il est ensuite le Président de l'Association Rosicrucienne Belge jusqu'en 1935.
En 1926, avec Paul Choisnard et quelques autres, il fonde à Bruxelles  l'Institut d'astrologie de Belgique, devenu le Cé.B.E.S.I.A.(Centre belge pour l'étude scientifique des influences astrales). Cet Institut, qui commence ses activités en novembre 1926 par une conférence de Choisnard, donne une impulsion positive à l'Astrologie, se spécialisant dans l'approche scientifique des influences astrales. Des prédictions mensuelles et journalières sont publiées, en particulier sur les fluctuations boursières. La même année il fonde la revue astrologique Demain, organe de cet Institut, dans laquelle il publie ses prévisions.
En 1927, Brahy fait la rencontre du Vicomte Charles de Herbais de Thun, qui apporte une aide financière considérable à sa revue et plus tard l'initie à l'une des branches  du Martinisme belge, fondé par Augustin Chaboseau. Avec deux autres Martinistes, Émile Dantinne (en) et Emile Ehlers, qui tient une librairie occultiste, Brahy fonde la FUDOSI (en) (Fédération Universelle Des Ordres et Sociétés Initiatiques).
En 1931 Brahy fonde le centre rosicrucien de Bruxelles, où il commence à donner un cours oral d'astrologie et en 1935 une société coopérative dénommée Les Éditions de la Revue Demain, qui en 1937 devient une société anonyme au capital de cinquante-trois mille francs.
En 1932, pendant le 56e Congrès Français pour la promotion de la Science, Brahy présente une thèse sur les relations entre les rythmes solaires et planétaires et les phénomènes économiques. Ce travail, qui touche en partie à l'Astrologie, est publié en annexe dans son ouvrage Les Fluctuations Boursières et les Influences Cosmiques
En 1932 il participe aussi au Premier Congrès astrologique international à Wiesbaden et en 1935, à l'occasion de l'Exposition universelle de Bruxelles, il  organise le Congrès international astrologique de Bruxelles, qui a lieu du 15 au 20 juillet et auquel prennent part une centaine d'astrologues d'Europe et d'Amérique. En 1936 il participe au  troisième Congrès astrologique international, qui a lieu à Düsseldorf du 1er au 7 septembre.
Il voyage aux États-Unis à deux reprises : en 1937, il prend part au Congrès international d'astrologie à New York, du 12 au 17 mai, et en 1939, publiant ensuite un roman de voyage.
Pendant la Seconde Guerre mondiale, la revue Demain continue de paraître, soumise à la censure sous l'occupation allemande de la Belgique, jusqu'à son interdiction par l'occupant en décembre 1942; c'est ainsi qu'il est amené à traduire en français de deux ouvrages de l'auteur anglais Edward Bulwer-Lytton (The Coming Race et Zanoni); à la libération, la hausse vertigineuse du prix du papier crée pour quelque temps une situation anormale, contraignant la revue à un chômage presque total.
En 1945, la paix revenue, Dantine, qui en est le président, croit impossible la reconstitution de la FUDOSI et rejoint l'AMORC ; le caractère universel de la fédération est ainsi perdu.
À la fin de la Seconde Guerre mondiale, Brahy est membre d'honneur de plusieurs sociétés de recherche scientifique en Belgique, en Angleterre, en France, en Suisse et aux États-Unis. Sa revue Demain est universellement connue et appréciée.
Le 9 février 1946, lors du banquet commémoratif du 20e anniversaire de la fondation du Cébesia, l'astrologue Georges Antarès, dans une allocution fervente, retrace alors rapidement les diverses étapes de la lutte incessante que M. Brahy a menée depuis la fondation de l'Institut en 1926 pour faire admettre le bien-fondé de l'astrologie. Il rappelle la carrière extraordinaire de la revue Demain, qui atteignit rapidement une audience mondiale et le succès de ses éditions ; il parle également des congrès internationaux auxquels elle participa ou même qu'elle organisa ; il évoque en passant les intrigues et les jalousies auxquelles M. Brahy dut faire face, surtout au lendemain de la dernière guerre, et le courage qu'il lui a fallu pour ne pas céder au découragement."
En effet, Brahy est fréquemment soumis aux accusations qui associent l'astrologie au charlatanisme. Des lois sont votées en France, interdisant la publication de prédictions astrologiques pour un usage commercial et des lois semblables sont incluses dans le Code Pénal belge. Elles imposent des peines très sévères à toute infraction. Brahy arrête donc la publication de ses prédictions commerciales vers 1950, mais continue à en fournir en privé à une nombreuse clientèle ; il est consulté par beaucoup de spécialistes, surtout des États-Unis. La popularité de la revue Demain, privée de ses prédictions à long terme, baisse graduellement et elle cesse de paraître dans les années 1960.
Brahy vit discrètement le reste de ses jours et, dans l'espoir de restaurer l'esprit originel de la FUDOSI, il reprend son travail pour le martinisme. Il rejoint l'ordre martiniste ressuscité par Philippe Encausse, le fils de Papus, et sous son égide, il fonde en 1968 l'ordre martiniste de Belgique, dont il est le grand-maître jusqu'à sa mort en 1989.
Il est inhumé au Cimetière de Robermont à Liège.

## Œuvres
- Contribution à l'étude de l'astro-dynamique. Cours synthétique d'astrologie scientifique, chez l'auteur, Bruxelles, 1932.
- Fluctuations boursières et influences cosmiques, Exposé d'un système de gestion scientifique des valeurs mobilières avec indications générales jusqu'en 1940, Éditions de l'Institut de recherches astro-dynamiques, Bruxelles, s. d. (1933?).
- Sous quelle étoile êtes-vous né ?, éd. de la revue Demain, Bruxelles, 1942.
- Le Mystère des influences astrales, illusions et réalités, Éd. de la revue Demain, Paris-Bruxelles, 1943.
- Le Problème des maisons astrologiques, éditions de la revue Demain.
- En touriste aux États-Unis - Roman de voyage, éd. de l'Étoile, Bruxelles, 1943.
- Confidences d'un Astrologue, éd. Flandres-Artois, s.l., 1946.
- L'Éveilleur de consciences, ou révélation dans la montagne, messages d'un initié, Paris, Dervy Livres, 1961.
- Influences astrales ou simples réactions terrestres?  Une radioscopie de l'astrologie d'aujourd'hui, Paris, Dervy, 1973.
- Pour mieux comprendre l'astrologie, éditions Dervy-Livres, Paris, 1973 (2e éd. 1981).
- Soyez vous aussi astrologue ! Méthode logique et intuitive, Dervy-Livres, Paris, 1978.
- La Rectification de l'heure de naissance par les événements de la vie, Dervy-Livres, Paris, 1985.
- La Clef de la prévision des événements et des fluctuations économiques et boursières, Éditions Traditionnelles, Paris, 1987.

### Source
Gustave-Lambert Brahy, Confidences d'un astrologue, éd. Flandres-Artois, s.l., 1946.